# Pelochyta nigrescens
Pelochyta nigrescens là một loài bướm đêm thuộc phân họ Arctiinae, họ Erebidae.